# Overkill (Lied)
Overkill ist ein Lied der australischen Band Men at Work. Das Lied wurde im März 1983 als zweite Single ihres Albums Cargo veröffentlicht. Es wurde vom Leadsänger Colin Hay geschrieben und von Peter McIan produziert.
Das Lied stieg am 9. April 1983 auf Platz 28 der Billboard Hot 100 ein. und erreichte seine höchste Platzierung mit Rang 3 Anfang Juni 1983. Als es veröffentlicht wurde, bedeutete dies eine Abkehr vom typischen Reggae-Pop-Stil von Men at Work. Overkill verfügt stattdessen über treffende Lyrics und Blues und roots feel.
Colin Hay erklärte, dass der Text sich auf den wachsenden Erfolg der Gruppe nach Veröffentlichung des ersten Albums von Men at Work, Business as Usual, bezieht, und von der Aufregung und der Angst, die anlässlich von großen Veränderungen im Leben auftreten, handelt.
Der Leadsänger Colin Hay hat eine akustische Version in der 1. Folge der 2. Staffel der Fernsehserie Scrubs, Mein Rundumschlag (My Overkill) aufgeführt. Diese Akustikversion erschien im Jahr 2003 auf Colin Hays Album  Man @ Work.

## Coverversionen
- The Benjamin Gate, Emmerson Nogueira,  Dashboard Confessional und John Farnham haben eine Coverversion des Liedes aufgenommen.

## Rezeption

### Chartplatzierungen
| ChartsChartplatzierungen       | Höchstplatzierung | Wochen |
| ------------------------------ | ----------------- | ------ |
| Australien (ARIA)              | 5 (8 Wo.)         | 8      |
| Deutschland (GfK)              | 30 (17 Wo.)       | 17     |
| Vereinigte Staaten (Billboard) | 3 (16 Wo.)        | 16     |
| Vereinigtes Königreich (OCC)   | 21 (10 Wo.)       | 10     |

| ChartsJahrescharts (1983)      | Platzierung |
| ------------------------------ | ----------- |
| Vereinigte Staaten (Billboard) | 54          |

### Auszeichnungen für Musikverkäufe
| Land/Region | Auszeichnungen für Musikverkäufe (Land/Region, Auszeichnung, Verkäufe) | Verkäufe |
| ----------- | ---------------------------------------------------------------------- | -------- |
| Kanada (MC) | Gold                                                                   | 50.000   |
| Insgesamt   | 1× Gold ·                                                              | 50.000   |